# Aldo Moratti

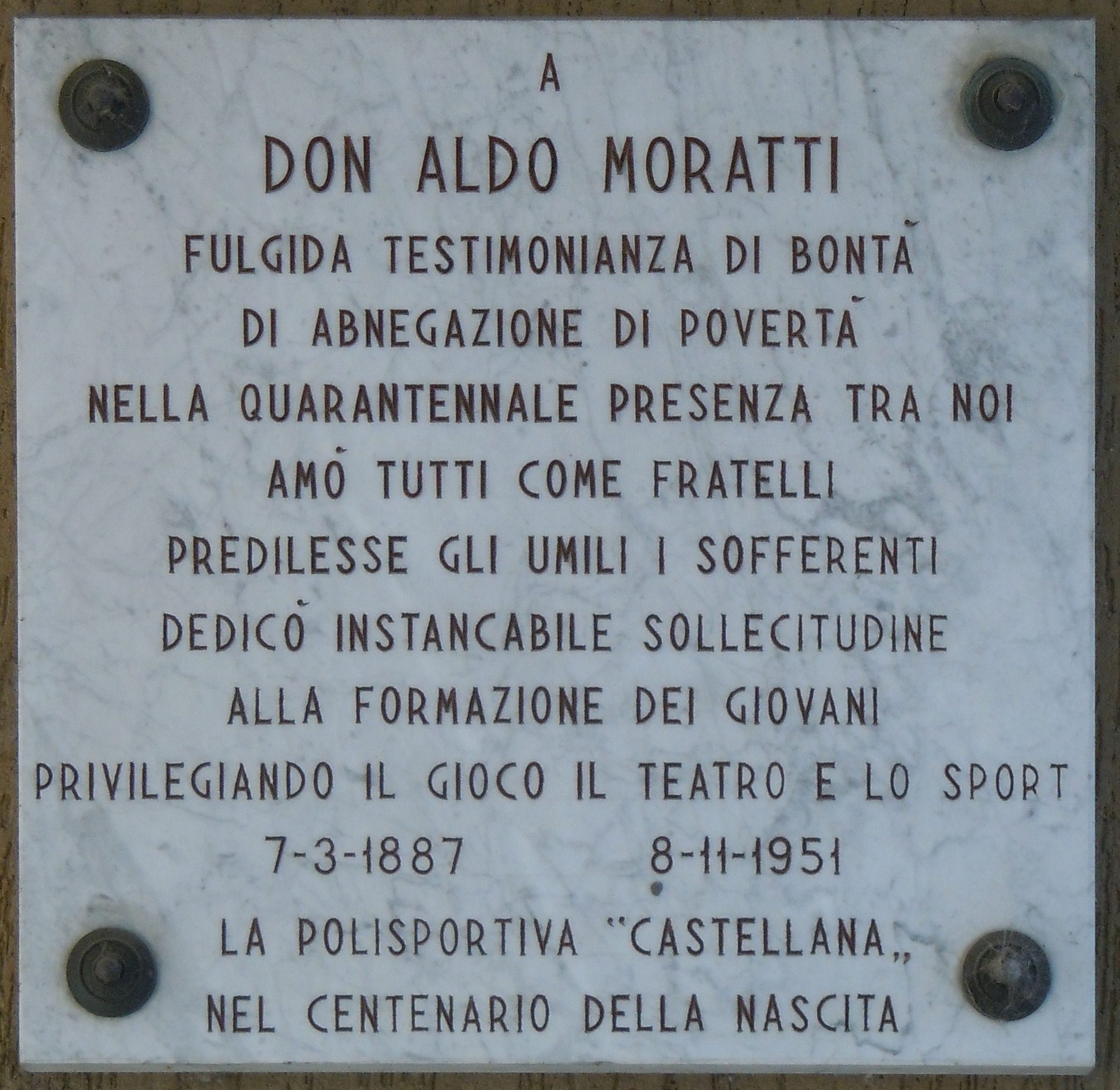
Castel Goffredo, lapide commemorativa

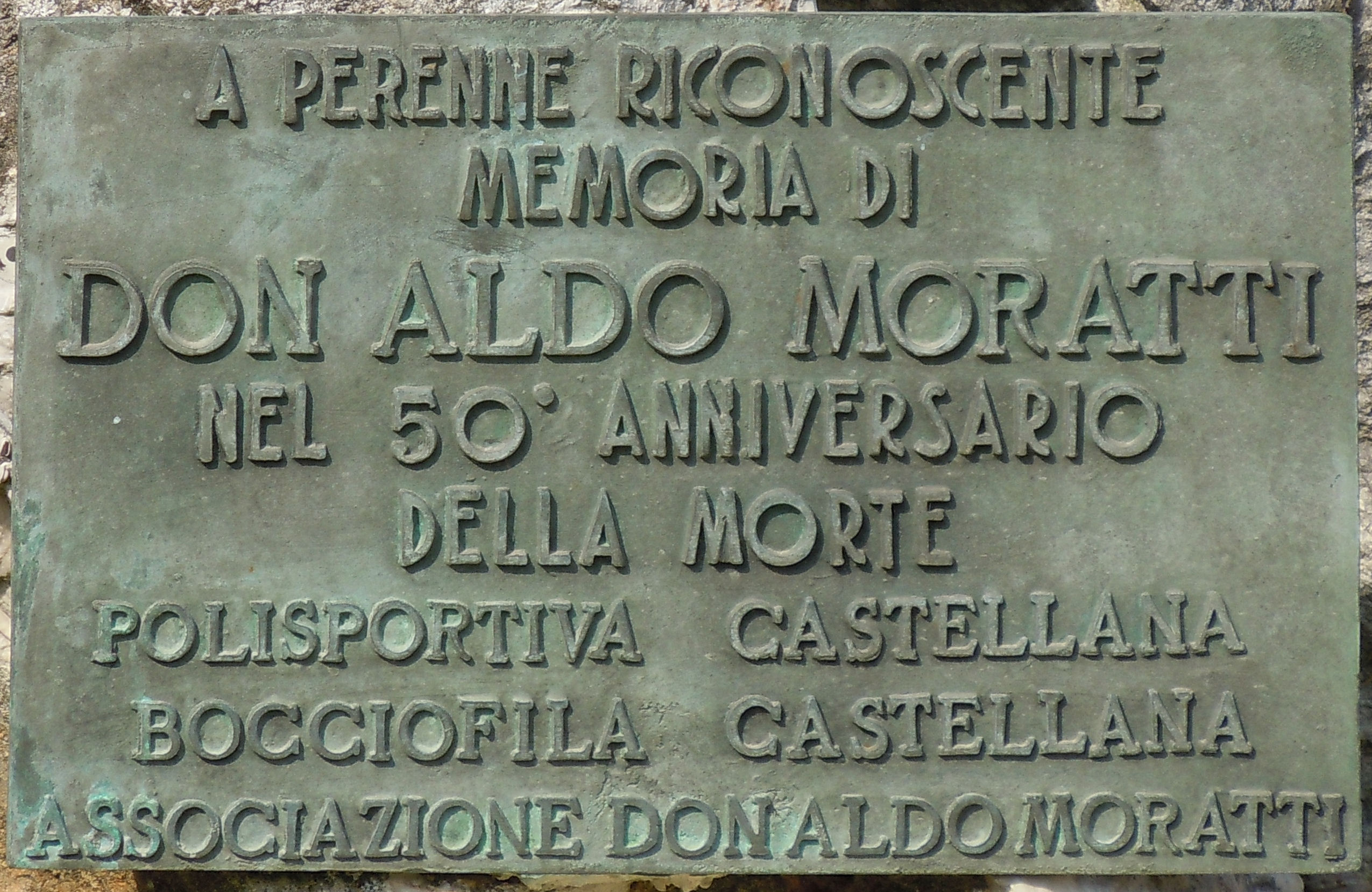
Castel Goffredo, lapide commemorativa

Aldo Moratti (Castiglione delle Stiviere, 7 marzo 1887 – Castel Goffredo, 8 novembre 1951) è stato un religioso italiano ed educatore.

## Biografia
Terzo di cinque figli di Luigi e Lucia Pesenti, dopo le scuole elementari nel 1898 entrò nel seminario di Mantova dove ebbe come compagno di studi Ernesto Ruffini, futuro cardinale.
Devotissimo del concittadino san Luigi Gonzaga, lasciò il seminario per entrare nella Compagnia di Gesù a Milano, dalla quale uscì dopo qualche anno.
Il 30 giugno 1912 fu ordinato sacerdote a Mantova. Dopo la parentesi bellica, svolse il suo ministero a Castel Goffredo per quasi quarant'anni (1913-1951), prodigandosi instancabilmente per la formazione dei giovani e dei ragazzi e per l'aiuto ai poveri in qualunque stagione dell'anno, guadagnandosi l'appellativo "prete di tutti". Espletò la sua missione anche presso i malati dell'ospedale locale, portando pace e conforto. Presso la “Casa don Aldo” aprì per primo l'oratorio per i giovani e con loro passò gran parte delle sue giornate.
Durante il suo mandato, il 19 settembre 1926, avvenne il grave episodio dell'omicidio del maestro cattolico Anselmo Cessi ad opera dei fascisti. Il suo nome venne inserito da Giovanni Paolo II, in occasione del Giubileo del 2000, fra i “martiri del nostro tempo”.
La morte di don Aldo Moratti nel 1951 lasciò nel dolore la popolazione, che interamente partecipò ai suoi funerali.
In segno di riconoscenza per la sua opera, che ha inciso profondamente nella storia della città, Castel Goffredo gli ha intitolato una via del centro storico, il centro sportivo, una fondazione, un coro polifonico e un monumento nella centrale via Mantova, opera dello scultore bresciano Luciano Scalzotto. Anche Castiglione delle Stiviere, sua città natale, ha intitolato al sacerdote una via.
Nel 2013 Castel Goffredo gli ha dedicato un annullo filatelico speciale durante un convegno specializzato.